# Гамільтон Тауншип (округ Тайога, Пенсільванія)
Гамільтон Тауншип (англ. Hamilton Township) — селище (англ. township) в США, в окрузі Тайога штату Пенсільванія. Населення — 531 особа (2020).

## Демографія
Згідно з переписом 2010 року, у селищі мешкало 499 осіб у 197 домогосподарствах у складі 142 родин. Було 245 помешкань
Расовий склад населення:
| - 98,2 % — білих - 0,6 % — корінних американців - 0,2 % — чорних або афроамериканців |

До двох чи більше рас належало 0,4 %. Частка іспаномовних становила 0,6 % від усіх жителів.
За віковим діапазоном населення розподілялося таким чином: 22,4 % — особи молодші 18 років, 61,0 % — особи у віці 18—64 років, 16,6 % — особи у віці 65 років та старші. Медіана віку мешканця становила 41,4 року. На 100 осіб жіночої статі у селищі припадало 107,9 чоловіків;  на 100 жінок у віці від 18 років та старших — 105,9 чоловіків також старших 18 років.
Середній дохід на одне домашнє господарство  становив 50 466 доларів США (медіана — 36 250), а середній дохід на одну сім'ю — 52 589 доларів (медіана — 33 750). За межею бідності перебувало 33,2 % осіб, у тому числі 49,2 % дітей у віці до 18 років та 10,3 % осіб у віці 65 років та старших.
Цивільне працевлаштоване населення становило 292 особи. Основні галузі зайнятості: освіта, охорона здоров'я та соціальна допомога — 28,4 %, роздрібна торгівля — 12,0 %, виробництво — 12,0 %.